# ATMACA
ATMACA je podzvuková protilodní střela vyvíjená tureckou společností Roketsan. Střelu lze nasadit za každého počasí proti válečným lodí i proti stacionárním cílům na pobřeží. Střela má mít vysokou odolnost proti rušení a schopnost změny cíle během letu. Je to první v Turecku vyvinutá protilodní střela. Hlavním uživatelem střely bude turecké námořnictvo.

## Vývoj
Vývoj protilodní střely ATMACA společnost Roketsan zahájila roku 2009. Odpalovací zařízení a další vybavení pro střelu dodává turecká společnost ASELSAN. Zkušební střelby střely byly úspěšně dokončeny v listopadu 2018. Dne 2. listopadu 2018 společnost získala zakázku na sériovou výrobu střely. Veřejnosti byla střela poprvé představena v dubnu 2019 na veletrhu IDEF 2019 v Istanbulu. Prvním plavidlem, na které byly střely ATMACA instalovány, se roku 2019 stala korveta třídy Ada Kınaalıada (F-514). V únoru 2021 střela dosáhla počáteční operační způsobilosti.
Na zbrojním veletrhu IDEF 2021 byla představena protizemní verze střely, označena KARA ATMACA. Její dosah má být prodloužen na více než 280 km. Dne 2. července 2022 byla poprvé zkušebně vypuštěna pozemní verze střely ATMACA. Čtyřnásobné odpalovací zařízení bylo umístěno na vozidle 8×8. Střela zasáhla cíl v Černém moři.
V březnu 2025 turecké ministerstvo obrany informovalo o úspěšné zkoušce varianty střely Akata, což je protizemní střela odvozená od typu ATMACA a určená pro vypouštění z ponorek. Zkouška proběhla na ponorce Typu 209/1400 Preveze (S-353). Veřejnosti byla střela Akata představena v červenci 2025 na veletrhu International Defense Industry Fair (IDEF 2025) v Istanbulu. Střela je umístěna ve vodotěsném pouzdru. Z ponorkového 533mm torpédometu může být vypuštěna v hloubkách od patnácti do šedesáti metrů. Po vynoření nad hladinu se kapsle oddělí a zažehne se raketový motor samotné střely.

## Konstrukce
ATMACA má délku 4,8–5,2 metru a hmotnost 800 kg. V přídi nese 250kg bojovou hlavici. Její dosah je 220 km.